# Herkulesgrottorna
Herkulesgrottorna är ett grottsystem i Marocko, vid Kap Spartel på atlantiska sidan av Gibraltar sund. De ligger i regionen Tanger-Tétouan-Al Hoceïma, några kilometer väster om centrala Tanger. Grottorna är förbundna med legender kring halvguden Hercules/Herakles från romersk och grekisk mytologi.